# Helga Talke
Helga Talke (* 1936), eigentlich Helga Broza-Talke, ist eine deutsche Autorin von Kinder- und Jugendbüchern.

## Leben
Helga Talke hat ein Studium der Philosophie absolviert und einen Abschluss als Diplom-Philosophin. In der DDR und auch nach der Deutschen Wiedervereinigung veröffentlichte sie Kinder- und Jugendbücher.

## Werke
- Kurierpost für Berlin, Kinderbuchverlag, Berlin (1969)
- Ich werde Seeräuber, Kinderbuchverlag, Berlin (1974) ISBN 978-3-358-00833-1
- Der vermurkste Plüschbär: Abenteuer in d. Spielzeugfabrik, Junge Welt, Berlin (1977)
- Der Ritter von der Hubertusburg, Kinderbuchverlag, Berlin (1977)
- Der Kohlrabi Kunigunde Meier, Junge Welt, Berlin (1980) ISBN 978-3-7302-0031-5
- Sebastian und der Spielplatz, Junge Welt, Berlin (1981)
- Zumzuckel, der Flaschengeist – Ein Robotermärchen, Verlag Junge Welt, Berlin (1983)
- Ein Schiff nach Tscheljabinsk, Kinderbuchverlag, Berlin (1983)
- Matti, Kinderbuchverlag, Berlin (1984) ISBN 978-3-358-00591-0
- Namsu im Land der Morgenfrische, Verl. Junge Welt, Berlin (1985)
- Mampfotius Schmatz, Kinderbuchverlag, Berlin (1986) ISBN 978-3-358-00725-9
- Das Fräulein mit der roten Katze, Kinderbuchverlag, Berlin (1988) ISBN 978-3-358-00324-4
- Lisan und der gelbe Drache, Verl. Junge Welt, Berlin (1988) ISBN 978-3-7302-0382-8
- Franziskus, der Klabautermann. Ein Meeresmärchen, Junge Welt, Berlin (1989) ISBN 978-3-7302-0186-2
- Der Wolf hinter der Tür, Kinderbuchverlag, Berlin (1990) ISBN 978-3-358-01558-2
- Das dicke Stau-Buch, Junge Welt, Berlin (1999) ISBN 978-3-7302-0961-5
- Kennwort Rätselkrimi Die verdächtige Villa, Loewe Verlag, Bindlach (2000) ISBN 978-3-7855-3673-5
- Geisterstunde im alten Gutshaus, Loewe Verlag, Bindlach (2002) ISBN 978-3-7855-4444-0

## Als Co-Autorin
- Eine Badewanne für Balthasar, Von Autos und anderen Transportmitteln, Junge Welt, Berlin (1978)
- Konrad Komma. Ein Spiel- und Beschäftigungsbuch zu den neuen Kommaregeln, Junge Welt, Berlin (1998) ISBN 978-3-7302-1075-8
- Mein Verkehrsbilderbuch, Junge Welt, Berlin (2001) ISBN 978-3-7302-1450-3
- Kennwort Rätselkrimi Dein Auftrag in der unheimlichen Villa, Loewe Verlag, Bindlach (2003) ISBN 978-3-7855-4859-2
- Burg der Geheimnisse, Gondrom Verlag, Bayreuth (2006) ISBN 978-3-8112-2715-6

## Verfilmungen
- Mampfotius Schmatz (1989) Kurzfilm[3][4]